# Crocidura cyanea
Crocidura cyanea es una especie de musaraña (mamífero placentario de la familia de los sorícidos).

## Hábitat
Vive en los bosques templados y subtropicales, de Namibia. Se ha descubierto una población que vive en una cueva y se nutre de invertebrados y, probablemente también, de murciélagos muertos.

## Distribución geográfica
Se encuentra en Angola, Botsuana, Lesoto, Mozambique, Namibia, Suazilandia, Zambia, Zimbabue y posiblemente también en la República Democrática del Congo, Malaui y Tanzania.